# Церковь Николая Чудотворца (Лебяжье)
Церковь Николая Чудотворца (также называемая Купеческая) — действующий храм Русской православной церкви в посёлке Лебяжье Ломоносовского района Ленинградской области. Церковь построена в начале XX века.
Является выявленным памятником градостроительства и архитектуры.

## История
История православных храмов посёлка Лебяжье тесно связана с появлением тут во второй половине XIX века Лоцманского селения — автономного и компактно обустроенного профессионального поселения кронштадтских лоцманов. К началу XX века они обладали самым крупным капиталом среди всех лоцманских Обществ Российской Империи.
Первоначально в посёлке была деревянная часовня, позже при здании лоцманского собрания соорудили домовую церковь Николая Чудотворца. К 1910-м годам появились планы возвести каменную церковь. Автором проекта храма в неорусском стиле выступил архитектор Василий Антонович Косяков. Весной 1912 года проект храма был рассмотрен в Императорской Академии Художеств. Комиссия предложила заменить пять небольших главок на одну главку большего размера и возвести колокольню напротив конька. После этого разрешение на строительство было выдано. В результате начавшейся в 1914 году Первой мировой войны Общество лишилось большей части своих доходов. Многие лоцманы и лоцманские ученики были призваны на военную службу в военный флот. Строительство храма завершилось уже после революции 1917 года.
8 октября 1931 года настоятеля храма отца Михаила приговорили к ссылке в лагерь. В том же году здание передали под бытовые нужды посёлка. В разное время здесь находились клуб, пекарня, прачечная, кинотеатр «Маяк».
Вновь здание возвратили РПЦ в 1993 году. Весной 2005 года начаты ремонтно-восстановительные работы. 19 июня, на праздник Святой Троицы состоялось первое богослужение в храме.